# アシュダウン・エンジニアリング
アシュダウン・エンジニアリング（Ashdown Engineering ）はイギリスのアンプ (楽器用)製造会社で、ベースを中心に、最近はギターアンプ市場にも参入している。会社設立は1997年で、栄光時代のTrace Elliotでのチーフエンジニア・マネージャの１人、マーク・グッデイ（Mark Gooday ）によって創設。グッデイは自身の会社を始めて、頑丈で良い音を出す、一般に手の届く価格のベースアンプリファイアを提供したいと考えた。会社はグッデイの妻の姓から'アシュダウン'と名付けられ、ロゴはこの名と、Austin-Healeyモーターの印、マークによる'エンジニアリング'という単語の強調で構成された。
アシュダウンが送り出した最初のアンプリファイアはKlystron Bass Magnifierという名で、200アンプと100プレアンプに限定して出荷されたが、他の企業によってこの名前は商標登録されていた。これに続き、MAGとElectric Blue、ABMシリーズといった、現在多量に利用できる機器がリリースされた。さらにこれに続き、Acoustic Radiator、Peacemaker、Fallen Angel、最近ではAll-Accessシリーズといったギターアンプがリリースされており、大きな賞賛を得ている。
アシュダウンはEssex Blondeなど、高品質の小型ハンドワイアリング・アンプの提供を目的としている。アシュダウンが分割設置したヘイデン・アンプリフィケーションと呼ばれる企業は、ハンドワイアリング・アンプの仕様提供を行っている。